# 吴烈
吴烈（1915年10月20日—2001年8月19日），男，江西省萍鄉縣人，中华人民共和国开国将领，少将军衔。

## 生平
吴烈9岁与父亲离家至安源煤矿谋生，当童工期间接触到刘少奇领导的中国共产党组织，并参与了安源路矿罢工。1930年加入中国工农红军第三军，后入红军中央保卫部队，担负红军首脑和共产党中央的警卫。1934年随中央红军长征，到达陕北后离开警卫部队至红十五军团七十八师二三二团担任参谋长，后升任该师参谋长。
抗日战争爆发后进入中国人民抗日军政大学学习，毕业后一直在延安继续指挥中央警卫部队，担负卫戍任务。1946年至热河地方部队任职，随后于1947年任东北民主联军第八纵队第二十二师师长，后该师改为中国人民解放军第四野战军第四十五军一三三师。第二次国共内战时期一直指挥该师参加东北地区作战、辽沈战役、平津战役。
1949年5月至华北军区平津卫戍司令部任职，继续指挥卫戍部队。中国人民解放军公安部队成立后任参谋长，1955年改为公安军后，任中国人民解放军公安军参谋长并于当年获公安军少将军衔。1957年公安军裁撤后至总参警备部任副部长，后曾任北京卫戍区司令员。1961年进高等军事学院进修，毕业后任公安部队副司令员。
1966年第二炮兵成立后，调至第二炮兵部队，先担任第二炮兵部队第二政委，1968年二炮政委李天焕离职，曾短暂出任政治委员，后继续担任第二政委。1975年4月担任武汉军区政治委员，但随即降为副政委，1977年回北京卫戍区政治委员，兼任北京军区副政委。1985年退役。
2001年8月19日因病医治无效在北京逝世。

## 著作
- . 北京市: 中央文献出版社. 1999-09-01. ISBN 9787507306354.

## 家庭
长子：吴时锋